# Consejo de Seguridad Pública y del Estado
El Consejo de Seguridad Pública y del Estado, también conocido por su acrónimo CONSEPE, es el máximo organismo sobre situaciones de emergencia en el Ecuador. Es un órgano auxiliar de la Presidencia de la República que presta asesoría en las decisiones e implementación de medidas que tome la Función Ejecutiva. El CONSEPE fue fundado en el año 2009, en reemplazo al anterior Consejo de Seguridad Nacional (de siglas CONSENA).
El CONSEPE está regulado por la Ley de Seguridad Pública y del Estado, y está integrado por el Presidente de la República quien lo preside, el Vicepresidente y las máximas autoridades de la Asamblea Nacional y de la Corte Nacional de Justicia; los titulares de los ministerios de Gobierno, de Relaciones Exteriores, de Defensa; y, el Jefe del Comando Conjunto de las Fuerzas Armadas y la comandante de la Policía Nacional.